# Funastrum gracile
Funastrum gracile är en oleanderväxtart som först beskrevs av Joseph Decaisne, och fick sitt nu gällande namn av Rudolf Schlechter. Funastrum gracile ingår i släktet Funastrum och familjen oleanderväxter. Inga underarter finns listade i Catalogue of Life.